# Tethina yemenensis
Tethina yemenensis är en tvåvingeart som beskrevs av Lorenzo Munari 2007. Tethina yemenensis ingår i släktet Tethina och familjen Canacidae. Inga underarter finns listade i Catalogue of Life.